# حقل غاز البارس الشمالي

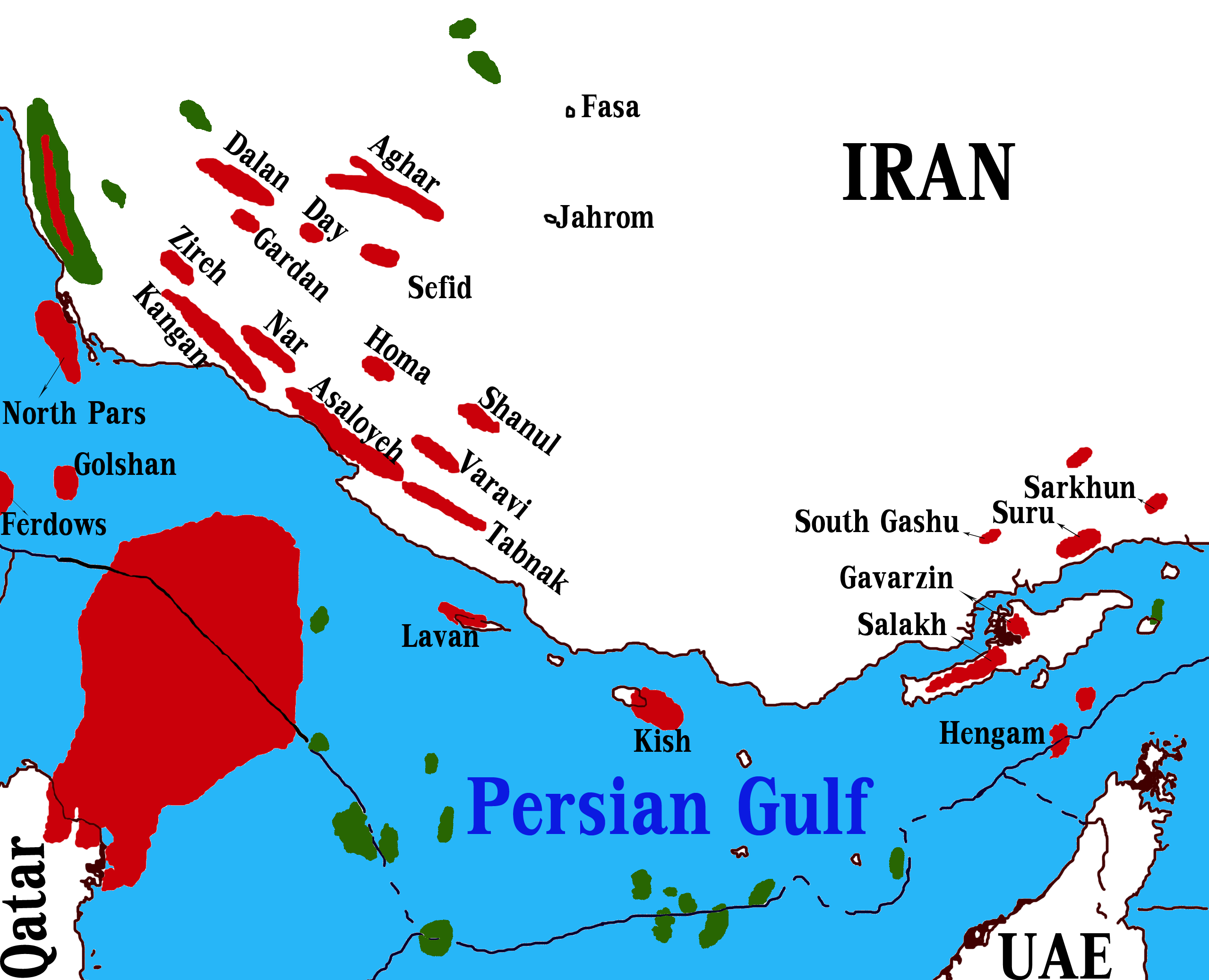
حقول الغاز الإيرانية

حقل غاز البارس الشمالي (بالفارسية: میدان گاز پارس شمالی) هي واحدة من أكبر حقول الغاز المستقلة في العالم. هذا الحقل الذي تم اكتشافه في عام 1967 يقع على بعد حوالي 120 كيلومترا جنوب شرق محافظة بوشهر في أعماق المياه من 2 إلى 30 مترا في الخليج العربي.
وفي عام 1963، بدأت أنشطة الاستكشاف في هذا المجال بإجراء الاختبارات الزلزالية، وتم الانتهاء من أول بئر استكشافي في عام 1967. ويبلغ الحجم الكلي للغاز الموجود في هذا الحقل حوالي 58.9 × 1012 قدم مكعب (1.67 × 1012 متر مكعب)، ويبلغ حجم الغازات الحامضة القابلة للاسترداد حوالي 47.2 × 1012 قدم مكعب (1.34 × 1012 متر مكعب).
حقل الغاز هو العجاف والحامض، فإن معدل الغاز المكثف هو 4 برميل (0.64 م 3) لكل 1000 قدم مكعب ويحتوي على حوالي 6000 جزء في المليون H2S و 5٪ CO2. وقد تمت الموافقة على التصميم الأول لتشغيل هذا المجال في عام 1977 وبعد حفر 17 بئرا وتركيب 26 منصة بحرية وبسبب بدء الثورة الإسلامية والحرب المفروضة تم إيقاف المشروع.
في الوقت الحاضر، الدراسات النهائية لتطوير هذا المجال - 4 مراحل - أي ما يعادل 3,600 مليون قدم مكعب يوميا (100,000,000 M3/د) قيد التنفيذ. وسيتم استخدام الغاز المستخرج بالكامل من هذا الحقل لإنتاج 20 مليون طن سنويا من الغاز الطبيعي المسال.
وفي أيلول/سبتمبر 2006، وقعت الصين على مذكرة تفاهم مع شركة النفط الوطنية الإيرانية لتطوير حقل البارس الشمالي. وتم تمديد مذكرة التفاهم في ديسمبر/كانون الأول 2006 لإدماج تطوير منشأة للغاز الطبيعي المسال ذات أربع قطارات إنتاجية تبلغ 20 مليون طن سنويا.
المفاوضات النهائية لتطوير حقل غاز البارس الشمالي مستمرة مع شركة صينية.